# فوسفيد الزنك
 فوسفيد الزنك  مركب كيميائي له الصيغة Zn3P2، ويكون على شكل بلورات رمادية غامقة.

## الخواص
- لا ينحل فوسفيد الزنك بشكل مباشر في الماء، لكنه يتحلمه بمرور الوقت ليعطي غاز الفوسفين السام بالإضافة إلى تشكل هيدروكسيد الزنك حسب المعادلة:

Zn3P2 + 6H2O → 2PH3 + 3Zn(OH)2
- يمتاز فوسفيد الزنك بنشاطه الكيميائي حيث يتفاعل مع المؤكسدات والأحماض والقواعد.

## التحضير
يحضر فوسفيد الزنك من التفاعل المباشر بين عنصري الفوسفور والزنك:
3Zn + 2P → Zn3P2

## الاستخدامات
كما في فوسفيدات أخرى (فوسفيد الكالسيوم وفوسفيد الألومنيوم)، يستخدم مستحضر فوسفيد الزنك كمبيد فعال في مقاومة القوارض مثل فئران المزرعة والجرذان ويتم خلطه مع طعوم غذائية تجذب القوارض نحوها بنسبة تتراوح بين 0.75-2%حيث تسبب لها أعراض التسمم مثل السيولة في الدم وتدمير الجهاز العصبي المركزي وشلل في أعضاء الحركة.
يحدث التسمم نتيجة تحرر غاز الفوسفين السام بسبب تماس المركب مع حمض الهيدروكلوريك في معدة الحيوان القارض.
Zn3P2 + 6HCl → 2PH3 + 3ZnCl2
يتركب الطعم المتوافر في الأسواق من 75% فوسفيد الزنك و25% طرطرات البوتاسيوم والأنتيموان، والذي يضاف إلى المستحضر لكونه مادة مقيئة في حال تم تناول المستحضر عن طريق الخطأ من قبل البشر أو الحيوانات المنزلية.